# Oberwölz Umgebung
Oberwölz Umgebung war bis Ende 2014 eine Gemeinde mit 780 Einwohnern (Stand: 31. Oktober 2013) im Gerichtsbezirk bzw. Bezirk Murau in der Steiermark. Seit 1. Jänner 2015 ist sie im Rahmen der steiermärkischen Gemeindestrukturreform mit den Gemeinden Oberwölz Stadt, Schönberg-Lachtal und Winklern bei Oberwölz zusammengeschlossen, die neue Gemeinde führt den Namen „Oberwölz“.

## Geografie

### Geografische Lage
Oberwölz Umgebung liegt etwa 15 km nordöstlich von Murau

### Gliederung
Das ehemalige Gemeindegebiet umfasste folgende fünf Ortschaften (Einwohner Stand 1. Jänner 2024):
- Hinterburg (119 Ew.)
- Krumegg (57 Ew.)
- Raiming (279 Ew.)
- Salchau (155 Ew.)
- Schöttl (102 Ew.)

Die ehemalige Gemeinde bestand aus vier Katastralgemeinden (Fläche Stand 31. Dezember 2023):
- Hinterburg (1.112,31 ha)
- Raiming (1.201,63 ha)
- Salchau (2.887,37 ha)
- Schöttl (4.279,42 ha)

### Nachbarorte
Das ehemalige Gemeindegebiet von Oberwölz Umgebung umschloss beinahe Oberwölz Stadt. Außen grenzte es an die folgenden Gemeinden (von Norden, im Uhrzeigersinn):
- Pusterwald (Bezirk Murtal)
- Schönberg-Lachtal (Bezirk Murau)
- Scheifling (Bezirk Murau)
- Niederwölz (Bezirk Murau)
- Frojach-Katsch (Bezirk Murau)
- Sankt Peter am Kammersberg (Bezirk Murau)
- Winklern bei Oberwölz (Bezirk Murau)
- Donnersbachwald (Bezirk Liezen)

## Geschichte
Die politische Gemeinde Oberwölz wurde 1849/50 errichtet.
Von dieser ursprünglichen Gemeinde Oberwölz wurde 1899 die Katastralgemeinde Oberwölz ausgeschieden und als selbständige Gemeinde Stadt Oberwölz konstituiert. Der Rest der ursprünglichen Gemeinde erhielt die Bezeichnung Umgebung Oberwölz.
Von dieser wurde 1927 noch die Gemeinde Schönberg abgetrennt.

## Kultur und Sehenswürdigkeiten
Siehe: Kultur und Sehenswürdigkeiten in Oberwölz

## Wirtschaft und Infrastruktur
Laut Arbeitsstättenzählung 2001 gab es 15 Arbeitsstätten mit 36 Beschäftigten in der Gemeinde sowie 261 Auspendler und 19 Einpendler. Es gab 109 land- und forstwirtschaftliche Betriebe (davon 72 im Haupterwerb), die zusammen 7.785 ha bewirtschafteten (Stand 1999).

## Politik

### Gemeinderat
Der mit 31. Dezember 2014 aufgelöste Gemeinderat bestand aus neun Mitgliedern und setzte sich seit der Gemeinderatswahl 2010 aus Mandataren der folgenden Parteien zusammen:
- 7 ÖVP
- 2 SPÖ

### Bürgermeister
Letzter Bürgermeister war bis 31. Dezember 2014 Martin Hebenstreit (ÖVP).

### Wappen
Blasonierung:
„Ein schwarzer, von einer gestützten, schrägrechten goldenen Spitze durchzogener Schild, der von einer ornamentierten, bronzefarbenen Randeinfassung umgeben ist.“